# Yannick Bisson
Pour les articles homonymes, voir Bisson.
Yannick Bisson, né le 16 mai 1969 à Montréal (Canada), est un acteur et producteur canadien.

## Biographie
Né à Montréal, Yannick Bisson, bilingue français et anglais, déménage à Toronto pendant son adolescence.
Il est connu pour ses rôles de l'agent spécial Jack Hudson dans la série américaine Sue Thomas, l'œil du FBI (2002-2005) et du policier William Murdoch dans la série canadienne anglophone Les Enquêtes de Murdoch (2008-).
Il est marié avec l'actrice Chantal Craig avec qui il a eu trois filles : Brianna, Dominique et Mickaëla.

## Filmographie

### Cinéma

#### Longs métrages
- 1986 : Toby McTeague de Jean-Claude Lord : Toby
- 1999 : Piège dans l'espace de Phillip J. Roth : Franklin J. Robinson
- 2004 : Some Things That Stay de Gail Harvey : Dr Ostrum
- 2010 : Casino Jack de George Hickenlooper : Oscar Carillo
- 2018 : Hellmington de Justin Hewitt-Drakulic et Alex Lee Williams : Professeur Freeborn
- 2020: Anything for jackson : Rory

#### Courts métrages
- 1986 : Where's Pete de Jim Purdy : Pete

### Télévision

#### Téléfilms
- 1984 : Hockey Night de Paul Shapiro : Spear Kozak
- 1986 : Brothers by choice de William Fruet : Scott
- 1987 : First Offender de Timothy Bond : Jeff
- 1994 : The Forget-Me-Not Murders
- 1995 : Young at Heart d'Allan Arkush : Joey
- 1999 : Savant en herbe de Rod Daniel : Mike MacGregor
- 2000 : The Moving of Sophia Myles de Michael Switzer : Young
- 2001 : Le Caméléon : Caméléon contre Caméléon de Frederic King Keller : Edward Ballinger
- 2001 : Recherche jeune femme aimant danser de Mario Azzopardi : Charley / Paul Nash
- 2001 : Panique à la Maison-Blanche (The Day Regan Was Shot) de Cyrus Nowrasteh : Buddy Stein
- 2003 : Une célibataire à New York (See Jane date) de Robert Berlinger : Max Garrett
- 2004 : Marions-les ! (I Do (But I Don't)), de Kelly Makin (TV)
- 2005 : Un Noël de folie : Peter Archer
- 2006 : The Secrets of Comfort House de Timothy Bond : Curtis
- 2007 : Roxy Hunter et le secret du Shaman : John Steadman
- 2008 : Roxy Hunter et le fantôme du manoir : John Steadman
- 2009 : Au-delà des apparences : Bobby Corbin
- 2012 : La Vérité sur mon passé de C. Crawford : Dennis Colson
- 2022 : Les Douze gourmandises de Noël de lui-même : Kris Thompson

#### Séries télévisées
- 1988-1989 : Learning the Ropes : Mark Randall
- 1989 : Maxie's World de Marek Buchwald : Ferdie
- 1989 : C.B.C.'s Magic Hours
- 1989 : Rookies de Paul Shapiro : Corey
- 1989 : Pray for Me, Paul Henderson : Mike Stanoulis
- 1991 : Gold de Chris Bailey : Johnny
- 1994-1997 : Surfers détectives (en) (High Tide) : Joey Barrett
- 1998-1999 : Nothing Too Good For a Cowboy : Richmond Hobson
- 1999 : Sydney Fox l'aventurière (Relic Hunter) : Stavros Vardalos
- 2000 : Soul Food : Les Liens du sang (Soul Food : The Series) : Brian Tedrow
- 2001 : Destins croisés (Twice in a Lifetime) : Julian Fanshaw
- 2001 : Le Caméléon (The Pretender) : NSA Agent Edward Ballinger
- 2001 : Undergrads, série d'animation : Voix originale de Kruger
- 2002-2005 : Sue Thomas, l'œil du FBI (Sue Thomas: F.B.Eye) : Jack Hudson
- Depuis 2008 : Les Enquêtes de Murdoch (Murdoch Mysteries) : William Murdoch
- 2012 : The Listener : Keith Shelton
- 2012 : Beauty and the Beast : Alex Webster
- 2013-2014 : The Adventures of Napkin Man ! : Monsieur Anthony
- 2015 : Aurora Teagarden : Martin Bartell (épisodes 3 à 7)

## Distinctions

### Récompenses
- 3e  cérémonie des prix Écrans canadiens : Meilleur hôte dans un programme pour enfants pour The Adventures of Napkin Man! (2013-2017) et dans un programme pour enfants pourTry-Share-a-Tops (2014)
- 2018 : Canadian Screen Awards de la meilleure série télévisée dramatique pour Les Enquêtes de Murdoch (Murdoch Mysteries) (2008-) partagée avec Christina Jennings, Scott Garvie,Peter Mitchell et David Clarke.

### Nominations
- Festival de télévision de Monte-Carlo 2012 : Nomination au Prix de la Nymphes d'or du meilleur acteur dans une série télévisée dramatique pour Les Enquêtes de Murdoch (Murdoch Mysteries) (2008-).
- 2018 : Prix Écrans canadiens du meilleur acteur principal dans une série télévisée dramatique pour Les Enquêtes de Murdoch (Murdoch Mysteries) (2008-).
- 2019 : Prix Écrans canadiens du meilleur acteur principal dans une série télévisée principale pour Les Enquêtes de Murdoch (Murdoch Mysteries) (2008-).